# Minotauros (geslacht)
Minotauros is een geslacht van vlinders uit de familie van de prachtvlinders (Riodinidae), onderfamilie Riodininae.
Minotauros werd in 2007 voor het eerst wetenschappelijk beschreven door Hall.

## Soorten
Minotauros omvat de volgende soorten:
- Minotauros charessa (Stichel, 1910)
- Minotauros lampros (Bates, H, 1868)